# Szent Paraszkiva-fatemplom (Dobrosd)
A dobrosdi Szent Paraszkiva-fatemplom műemlékké nyilvánított épület Romániában, Temes megyében. A romániai műemlékek jegyzékében az  TM-II-m-A-06218 sorszámon szerepel.